# Пирот
Пирот је градско насеље и седиште истоимене територијалне јединице у Србији. Административни је центар Пиротског управног округа у јужној Србији. Према попису из 2022. било је 34.942 становника, док је у широј области града Пирота био 49.601 становникa.
Град има богате географске карактеристике, међу којима су Стара, Влашка, Белава и Сува планина. Реке које теку кроз град су Нишава, Јерма, Расничка река, Темштица и Височица, а такође има и четири језера: Завојско, Беровско, Крупачко и Суковско.
Такође има богату културу, са значајним православним црквеним грађевинама, као што су црква Свете Петке и манастири Темска и Поганово с краја 14. века, која представљају пример средњовековне архитектуре. Пирот је познат по традиционалном тканом пиротском ћилиму.

## Име
Са доста се сигурности може тврдити да је Пирот изграђен на простору римског Туреса, важне станице између античког Наиса и Сердике. На месту Туреса је у византијском периоду изграђено утврђење Квимедава (Quimedava), док град у 12. веку помиње и арапски путописац Идриси као Атруби.
Први помен назива Пирот потиче из 1498. године. Дубровчани су га такође називали Пирот. Турски извори Пирот називају искључиво Шехиркеј (Şehirköy), док су страни путописци најчешће користили искварену верзију турског имена: Sareck, Schardiu, Zarchin.

## Историја
Град добија на важности пред крај 14. века, као погранична српско-бугарска тврђава. Но, пред Косовску битку град је порушен и више никад није стекао важност једног великог утврђења. Бертрандон де ла Брокијер је у свом путопису 1432. приметио да у граду живи мало Турака.
Пирот је пао под османску власт 1444. године. Османлије су тврђаву сасвим запустили, те је путописци из 16. века, као и Евлија Челебија, описују као пропалу. У контрасту са тврђавом, путописци 16. века варош Пирот описују као изузетно лепу. Пиротска варош, као и пут према Цариграду, били су почетком османске владавине премештени са брда Сарлаха у алувијалну раван. Насеље је било знатне величине, и од самог почетка османске власти је било седиште нахије. По свој прилици су муслимани били већина или бар у знатном броју током овог периода. Врло је вероватно да је Пирот један од градова у којима је вршена колонизација муслиманског становништва, пошто се у граду помињу вакуф султана Мехмеда (који су чинили Велика џамија и дућани), као и дервиши.
Осим тога, Пирот је постао и знатно трговачко средиште: 1498. се у њему помињу тројица дубровачких трговаца. Прва двојица, Радоје Стјепановић и Милиша Радичевић, развили су велики посао у самом граду у оквиру сопствене компаније, имајући много дужника у граду и окружењу, нарочито у Дубочици. Трећи, Михо Жила, радио је самостално као посредник између Дубровчана у Дубровнику и Видину.
Највероватније пред крај 15. века добио је крај хамам и каравансарај. Француски дипломата и путописац Мишел Кикле забележио је да град има два хана, а Евлија Челебија да град има још 7 основних школа, 2 мала хамама и 200 дућана. Према дефтеру с почетка владавине султана Сулејмана Законодавца, у граду су постојала 4 месџида и 1 џамија. Још један месџид се помиње 1544, а 1570. и нова џамија извесног Искендер-бега. Попис из 1544. и Евлија Челебија такође помињу мали дрвени мост на Нишави са једним луком. Према путопису Штефана Герлаха, хришћани нису имали цркава, док други путописац, Џон Бурбури, помиње три цркве, од којих је једна раније припадала доминиканцима.
Први попис, с почетка владавине султана Сулејмана Законодавца, помиње у граду 142 муслиманска домаћинства (од чега 40 новопреверених) и 23 неожењена мушкарца, док је хришћана било 23 домаћинства и 3 удовице. Попис из 1544. помиње 164 муслиманска домаћинства, док је хришћанских било 26 и 1 неожењени мушкарац. Попис из 1570. помиње 197 муслиманских кућа и 5 неожењених (од тога новопреверене 42 куће), а 35 хришћанских кућа, уз 1 неожењеног. Пред крај 16. века било је 141 кућа муслимана, уз 16 неожењених, и 74 хришћанске куће, уз 2 неожењена. Уз њих је уписан и џемат Цигана муслимана, 9 кућа и 2 неожењена. У 16. веку се број махала повећао са 5 на 7, да би по попису 1637. пао на 6.
У 16. веку занатлије су биле искључиво муслимани. Помињу се сарачи, кожари, поткивачи, кројаџи, неџари, касапи, масери, ковачи, шапуџије, мутапџије, бербери, златари, обућари, сапунџије, бакали, чизмари и дрводеље. Међу хришћанима једном су забележени грнчар, касапин и кројач. Приходи од трговине (ихтисаб и изхар) износили су крајем 16. века око 1.000 акчи. Укупан приход од вароши износио је тада 12.125 акчи.
У Пироту се налазе Запис оброк Свети Георгије 1847 (Пирот) и Запис оброк Свети пророк Илија 1841 (Пирот).
Град је ослободила српска војска крајем децембра 1877. године а одлукама Берлинског конгреса 1878. је и званично припојен кнежевини Србији.

## Географске одлике
Град Пирот се граничи са четири српске општине Димитровград, Књажевац, Бела Паланка и Бабушница, као и са Бугарском на дужини од 65 km.
У околини Пирота налазе се бројне познате планине као што су: Стара планина, Влашка планина, Белава, Сува планина, итд.
Кроз град Пирот протичу реке: Нишава, Јерма, Расничка река, Темштица, Височица, Градашничка река ... Ова општина има и три језера - Завојско језеро, Крупачко језеро и Суковско језеро.
Пиротска општина има површину 1.235 km2, у њој се налази преко седамдесет насеља, међу којима је и град Пирот. Према попису из 2002. године у општини Пирот је живело 63791 становника. У самом граду живи око 45.000 становника. Око 22.000 становника живи у селима општине Пирот.
Град Пирот дели Нишава на две градске четврти: Тијабара и Пазар.

### Геолошке одлике
Котлина у којој је настао Пирот је тектонског порекла, вероватно још пре олигоцене старости, а сасвим сигурно олигоцене.  Преживевши језерску фазу, која је оставила трагове у вишим регијама на висинама изнад 570 и 600 m, у облику абразивних трагова. Котлину су у току језерског трајања испуниле дебеле наслаге језерских седимената.
По завршетку језерске фазе, негде крајем плиоцена котлина је ушла у флувијалну, која и сад траје. Преко осушеног језерског дна потекло је плеистоцена Нишава. Изнад и испод неогеног покривача налази се врло жива геолошка и тектонска структура пиротске котлине.
Доминирају кречњаци различите старости и састава. Поред тога у доброј мери су заступљени терцијарни лапори и пешчари. На раседним линијама северозападно од Пирота - на Момчиловцу, западно од жуковског моста и на Провалији јављају се у издашној мери стене еруптивног порекла - андезити.
Појава андезитских стена, тектонски предиспонирана врела и терме (Бањица и Даг бањица) и геолошко морфолошка шароликост простора говори о врло живој и интересантној тектонској и егзогеној активности.
На северу и североистоку од Пирота пружа се Стара планина, највећа у Србији, са врхом Миџором служи као државна граница између Србије и Бугарске. Спада у ред најлепших српских планина. Растојање од Пирота до подножја Миџора износи око 30 km.
Стара планина је богата разном врстом дивљачи. Последњих година развија се планински туризам и подигнути су многи објекти на Планинарском дому и Врелу за спорт и рекреацију.
Јужни обод пиротске котлине чине огранци Влашке планине у чијем јужном делу је река Јерма усекла веома живописну композитну долину. Овом долином, стриктно пратећи корито реке изграђен је асфалтни пут који на 12 km од ивице котлине путника води до манастира Свети Јован Богослов - Погановски манастир. Још толико даље према југу пут наставља до Звоначке бање.
Западни део пиротске котлине чине огранци Суве планине, која почиње код Пирота Белавом, преко чијих превоја на југозападу пролази асфалтни пут који преко Бабушнице, Власотинца и Лесковца одводи до јужног Поморавља. Преко превоја, на северозападу, пролазио је стари Цариградски друм преко Беле Паланке до Ниша.
На северу се пиротска котлина сужава и чини уску долину Нишаве између огранака Суве и Сврљишких планина, коју магистрални пут, међународна саобраћајница доводи путнике до Ниша. Сићевачка клисура је после Ђердапске највећа пробојница у Србији, дугачка 17 km. Омањом островичком котлином подељена је на горњи кањонски и доњи клисурасти део.

### Клима
Клима Пирота је умерена. Пролећа су влажна и пријатна, лета топла, јесени благе и дуге а зиме претежно хладне. Често дувају ветрови из разних праваца. У зимским месецима преовлађују источни и северни ветар или северац (кошава). С пролећа повремено дува са југа топлији ветар. Њега називају и развигорац јер повољно утиче на развој биљака. За време осталих годишњих доба преовлађују ветрови са северозапада и запада који доносе кишу.
Пирот са околином и градовима Нишом, и другим спада у најсувље градове. Највише падавина има у мају, јуну и октобру, а најмање у јануару фебруару и јулу
Најтоплији месец је јул са просечном температуром +25 °C, а најхладнији јануар са просечном температуром -1 °C. У зимским месецима дува северац са просечном брзином од 10 km/h.
У пиротском крају највише шума има на Старој, Влашкој планини и Видличу. По планинама и брдима расте шумско дрвеће: поред зимзеленог, ту је и буква, цер, храст, бреза, граб и друго. На планинским пределима има ливада и бујних пашњака. На Старој планини, расте веома ретка биљка Росуља. Ова чудна биљка танког, црвенкастог стабла прилагођена је за хватање и варање ситних животиња које се нађу на њој. Лист ове биљке лучи лепљив, миришљав сок који привлачи инсекте. Ово је вишегодишња биљка, висине 10-20 cm која расте на влажним пределима и веома ретко насељава Балканско полуострво.

## Привреда
Пирот се налази у пограничном простору Србије према Бугарској, располаже бројним и по облику појављивања разноврсним туристичким вредностима. Природа доминира над културно-историјским споменицима али се при туристичкој валоризацији мора уважавати принцип комплементарности како би се туристички потенцијали исказивали целовито.
У Пироту су некада пословали неки од највећих привредних гиганата у СФРЈ - Фабрика Тигар као и индустрија одеће Први мај. Данас у Пироту када је реч о већим компанијама, послују Тигар Мишлен, Д Компани и текстилна индустрија Мирољо.
Туристички потенцијали Пирота и околине су Стара планина, Завојско језеро, Врело, резерват Арбиње, Звоначка бања. У граду се истичу Музеј Понишавља, тврђава Момчилов град, манастир Свети Ђорђе код села Темска, манастир Свети Јован Богослов - Погановски манастир; такође се налазе у граду и спортско рекреативни центар између Нишаве и ХЕ „Пирот“.
Овде се налази Железничка станица Пирот која пружним путем спаја Пирот са градовима као што су Ниш, Београд, Димитровград и Софија.

## Култура
У Пироту се одржавају бројна културна дешавања. Манифестације које се сваке године одржавају у граду су: Пиротско културно лето, Међународни фолклорни фестивал, мото скуп, разни концерти и друго.
Зграда некадашњег Дома војска је 2024. реконструисана и претворена у мулти-функционални културни центар, где се налази и градска библиотека.
Сваке године се одржава туристичко-гастрономска-културно-уметничка манифестација и јединствено светско такмичење Сајам пиротске пеглане кобасице. Том приликом поред Пеглане кобасице се приказују и продају и други производи домаће радиности везани за Пиротски крај.
Од културних добара, Пирот поседује доста објеката од културног значаја као што су: Музеј Понишавља Пирот, Пазарска црква или Црква Рођења Христовог, Момчилов град, зграда Општинског суда у Пироту, зграда Гимназије у Пироту, кућа Стојана Божиловића Белог.
У околини Пирота се налазе објекти од културног значаја а међу њима најпознатији су Погановски манастир у општини Димитровград, Суковски манастир, Темачки манастир, Бегов мост у Станичењу, црква Св. Петра и Павла у Рсовцима и др.
У граду се налазе следеће институције културе: Народна библиотека Пирот, Дом културе Пирот, Галерија Чедомир Крстић, Народно позориште, Историјски архив као и Музеј Понишавља Пирот.

## Реке
Кроз Пирот протиче река Нишава али и четири мање реке, које у пролеће набујају, Бистрица, Расничка река, Рогоз, Костурска река и Градашничка река.
Град краси лепо уређен кеј на Нишави.

## Демографија
У Пироту живи 32414 пунолетних становника, а просечна старост становништва износи 38,7 година (38,1 код мушкараца и 39,2 код жена). У насељу има 13737 домаћинстава, а просечан број чланова по домаћинству је 2,96.
Овај град је великим делом насељен Србима (према попису из 2002. године), а у последња три пописа, примећен је пораст у броју становника.
Жером-Адолф Бланки, прелазећи кроз Пирот, пише да је 1841. становништво овог града било око 15000.
|             | \| Демографија[18] \| Демографија[18] \| Демографија[18] \| \| Година \| Становника \| Становника \| \| --------------- \| --------------- \| --------------- \| \| 1948. \| 11.868 \| \| \| 1953. \| 13.175 \| \| \| 1961. \| 18.415 \| \| \| 1971. \| 29.298 \| \| \| 1981. \| 36.293 \| \| \| 1991. \| 40.267 \| 39.899 \| \| 2002. \| 40.678 \| 41.290 \| \| 2011. \| 38.785 \| \| \| 2022. \| 34.942 \| \| |            |
| Демографија | |            |
| Година      | Становника | Становника |
| 1948.       | 11.868 |            |
| 1953.       | 13.175 |            |
| 1961.       | 18.415 |            |
| 1971.       | 29.298 |            |
| 1981.       | 36.293 |            |
| 1991.       | 40.267 | 39.899     |
| 2002.       | 40.678 | 41.290     |
| 2011.       | 38.785 |            |
| 2022.       | 34.942 |            |

| Етнички састав према попису из 2011.‍ | Етнички састав према попису из 2011.‍ | Етнички састав према попису из 2011.‍ | Етнички састав према попису из 2011.‍ | Етнички састав према попису из 2011.‍ |
| ------------------------------------ | ------------------------------------ | ------------------------------------ | ------------------------------------ | ------------------------------------ |
|                                      |                                      |                                      |                                      |                                      |
| Срби                                 | Срби                                 |                                      | 35.435                               | 91,36%                               |
| Роми                                 | Роми                                 |                                      | 1.878                                | 4,84%                                |
| Бугари                               | Бугари                               |                                      | 376                                  | 0,87%                                |
| Горанци                              | Горанци                              |                                      | 80                                   | 0,20%                                |
| Македонци                            | Македонци                            |                                      | 58                                   | 0,15%                                |
| Југословени                          | Југословени                          |                                      | 43                                   | 0,11%                                |
| Хрвати                               | Хрвати                               |                                      | 35                                   | 0,09%                                |
| Албанци                              | Албанци                              |                                      | 19                                   | 0,05%                                |
| Црногорци                            | Црногорци                            |                                      | 17                                   | 0,04%                                |
| Муслимани                            | Муслимани                            |                                      | 8                                    | 0,02%                                |
| Мађари                               | Мађари                               |                                      | 6                                    | 0,01%                                |
| Руси                                 | Руси                                 |                                      | 4                                    | 0,01%                                |
| Украјинци                            | Украјинци                            |                                      | 4                                    | 0,01%                                |
| Немци                                | Немци                                |                                      | 3                                    | 0,01%                                |
| Словенци                             | Словенци                             |                                      | 3                                    | 0,01%                                |
| Русини                               | Русини                               |                                      | 2                                    | 0,01%                                |
| Словаци                              | Словаци                              |                                      | 2                                    | 0,01%                                |
| Буњевци                              | Буњевци                              |                                      | 1                                    | 0,01%                                |
| Власи                                | Власи                                |                                      | 1                                    | 0,01%                                |
| Румуни                               | Румуни                               |                                      | 1                                    | 0,01%                                |
| остали                               | остали                               |                                      | 21                                   | 0,54%                                |
| Регионална припадност                | Регионална припадност                |                                      | 4                                    | 0,01%                                |
| неизјашњени                          | неизјашњени                          |                                      | 636                                  | 1,64%                                |
| непознато                            | непознато                            |                                      | 148                                  | 0,38%                                |
| укупно: 38.785                       |                                      |                                      |                                      |                                      |

| \| \| м \| \| \| ж \| \| ? \| 96 \| \| \| 103 \| \| 80+ \| 202 \| \| \| 354 \| \| 75—79 \| 390 \| \| \| 590 \| \| 70—74 \| 636 \| \| \| 801 \| \| 65—69 \| 1.032 \| \| \| 1.065 \| \| 60—64 \| 1.180 \| \| \| 1.115 \| \| 55—59 \| 1.162 \| \| \| 1.136 \| \| 50—54 \| 1.688 \| \| \| 1.694 \| \| 45—49 \| 1.757 \| \| \| 1.711 \| \| 40—44 \| 1.584 \| \| \| 1.560 \| \| 35—39 \| 1.493 \| \| \| 1.413 \| \| 30—34 \| 1.452 \| \| \| 1.460 \| \| 25—29 \| 1.382 \| \| \| 1.418 \| \| 20—24 \| 1.386 \| \| \| 1.414 \| \| 15—19 \| 1.440 \| \| \| 1.350 \| \| 10—14 \| 1.280 \| \| \| 1.244 \| \| 5—9 \| 1.148 \| \| \| 1.063 \| \| 0—4 \| 935 \| \| \| 944 \| \| Просек : \| 38,1 \| \| \| 39,2 \| |       |  |  |       |
| |       |  |  |       |
| | м     |  |  | ж     |
| ? | 96    |  |  | 103   |
| 80+ | 202   |  |  | 354   |
| 75—79 | 390   |  |  | 590   |
| 70—74 | 636   |  |  | 801   |
| 65—69 | 1.032 |  |  | 1.065 |
| 60—64 | 1.180 |  |  | 1.115 |
| 55—59 | 1.162 |  |  | 1.136 |
| 50—54 | 1.688 |  |  | 1.694 |
| 45—49 | 1.757 |  |  | 1.711 |
| 40—44 | 1.584 |  |  | 1.560 |
| 35—39 | 1.493 |  |  | 1.413 |
| 30—34 | 1.452 |  |  | 1.460 |
| 25—29 | 1.382 |  |  | 1.418 |
| 20—24 | 1.386 |  |  | 1.414 |
| 15—19 | 1.440 |  |  | 1.350 |
| 10—14 | 1.280 |  |  | 1.244 |
| 5—9 | 1.148 |  |  | 1.063 |
| 0—4 | 935   |  |  | 944   |
| Просек : | 38,1  |  |  | 39,2  |

| Година пописа     | 1948. | 1953. | 1961. | 1971. | 1981.  | 1991.  | 2002.  |
| ----------------- | ----- | ----- | ----- | ----- | ------ | ------ | ------ |
| Број домаћинстава | 3.182 | 3.517 | 5.530 | 8.460 | 10.914 | 12.419 | 13.737 |

| Број чланова      | 1     | 2     | 3     | 4     | 5   | 6   | 7  | 8  | 9 | 10 и више | Просек |
| ----------------- | ----- | ----- | ----- | ----- | --- | --- | -- | -- | - | --------- | ------ |
| Број домаћинстава | 2.147 | 3.488 | 2.984 | 3.734 | 826 | 430 | 94 | 19 | 9 | 6         | 2,96   |

| Пол    | Укупно | Неожењен/Неудата | Ожењен/Удата | Удовац/Удовица | Разведен/Разведена | Непознато |
| ------ | ------ | ---------------- | ------------ | -------------- | ------------------ | --------- |
| Мушки  | 16.880 | 4.631            | 11.230       | 632            | 360                | 27        |
| Женски | 17.184 | 3.142            | 11.314       | 2.050          | 646                | 32        |
| УКУПНО | 34.064 | 7.773            | 22.544       | 2.682          | 1.006              | 59        |

| Пол    | Укупно                    | Пољопривреда, лов и шумарство | Рибарство                            | Вађење руде и камена | Прерађивачка индустрија       |
| ------ | ------------------------- | ----------------------------- | ------------------------------------ | -------------------- | ----------------------------- |
| Мушки  | 8.576                     | 143                           | 1                                    | 1                    | 4.220                         |
| Женски | 6.524                     | 66                            | 0                                    | 1                    | 3.285                         |
| Укупно | 15.100                    | 209                           | 1                                    | 2                    | 7.505                         |
|        |                           |                               |                                      |                      |                               |
| Пол    | Производња и снабдевање   | Грађевинарство                | Трговина                             | Хотели и ресторани   | Саобраћај, складиштење и везе |
| Мушки  | 192                       | 512                           | 765                                  | 181                  | 445                           |
| Женски | 49                        | 80                            | 736                                  | 153                  | 103                           |
| Укупно | 241                       | 592                           | 1.501                                | 334                  | 548                           |
|        |                           |                               |                                      |                      |                               |
| Пол    | Финансијско посредовање   | Некретнине                    | Државна управа и одбрана             | Образовање           | Здравствени и социјални рад   |
| Мушки  | 112                       | 85                            | 813                                  | 292                  | 270                           |
| Женски | 178                       | 49                            | 268                                  | 455                  | 785                           |
| Укупно | 290                       | 134                           | 1.081                                | 747                  | 1.055                         |
|        |                           |                               |                                      |                      |                               |
| Пол    | Остале услужне активности | Приватна домаћинства          | Екстериторијалне организације и тела | Непознато            | Непознато                     |
| Мушки  | 192                       | 0                             | 0                                    | 352                  | 352                           |
| Женски | 108                       | 0                             | 0                                    | 208                  | 208                           |
| Укупно | 300                       | 0                             | 0                                    | 560                  | 560                           |

## Познати Пироћанци
- Милан Пироћанац
- Стеван Станковић
- Новица Живковић
- Драгољуб Златковић
- Божидар Мишић
- Светислав Пешић
- Добросав Боб Живковић
- Јован Станковић
- Драгољуб Јовановић
- Александар Петровић
- Слободан Џунић
- Мирослав Крстић
- Борислава Лилић
- Нада Поповић Перишић
- Вукосава Велимировић
- Никола Ђурђић
- Чедомир Крстић
- Милан Делчић Делча
- Петар Ђорђевић
- Епископ пакрачки Кирил
- Зорана Васиљевић Покрајчић

## Галерија
- Тврђава
- Шеталиште
- Парк
- Скулптура Жена и музика
- Хотел Ана Лукс
- Дом културе
- Биста народног хероја Миливоја Манића
- Поглед на Пирот
- Град
- Градска управа Пирот
- Градско скијалиште
- Комплекс скијалишта
- Пиротска котлина
- Југоисточни зидови Пиротског Града
- Споменик ослободиоцима Пирота
- Сељаци из околине Пирота (19. век)
- Стари индустријски димњак недалеко од тржног центра и Лидла
- Зграда Пиротског управног округа
- Шетачка зона
- Пиротски суд
- Црква рођења Христовог
- Саборна црква
- Железничка станица Пирот
- Висока школа у Пироту
- Чесма Краљица Наталија
- Чесма Гушевица
- Големи мост
- Индустријска зона Пирота
- Кеј јесен 2019.г.
- Насеље "Западни кеј" на обали Нишаве
- Нишава у Пироту
- Железнички мост преко Градашничке реке 2022.г.
- Кеј 2019.г.
- Мост "Газела" у Пироту 2022.г
- Зграда Национал
- Љубавни мост 2022.
- Зграда Поште
- Ушће Градашничке реке у Нишаву 2022.г.
- Споменик Војиславу Вучковићу
- Пирот, мост и Нишава испод дуге 2020.г.
- Хотел Пирот